# Biblioteca nazionale e universitaria di Bosnia ed Erzegovina
La Biblioteca nazionale e universitaria della Bosnia ed Erzegovina (NUBBiH) (in bosniaco, croato e serbo: Nacionalna i univerzitetska biblioteka Bosne i Hercegovine) è la biblioteca nazionale della Bosnia ed Erzegovina, che si trova nella città di Sarajevo.

## La distruzione del 1992
Nella notte tra il 25 e il 26 agosto 1992 durante l'assedio di Sarajevo l'esercito della Republika Srpska attaccò con bombe incendiarie e cannonate l'edificio della Vijećnica che ospitava la Biblioteca nazionale. L'attacco durò per tre interi giorni, mentre decine di vigili del fuoco, bibliotecari e volontari cercavano di mettere in salvo i libri dalle fiamme, nonostante i cecchini e le antiaeree continuassero a colpire l'edificio. In quella occasione una giovane bibliotecaria, Aida Buturović, perse la vita a 32 anni dopo essere stata colpita da una scheggia di granata mentre cercava di salvare parte dei libri custoditi tra le mura della Vijećnica. Alla fine solo un decimo dei libri conservati nella Biblioteca nazionale riuscì a salvarsi dalle fiamme.

## Ristrutturazione
La ristrutturazione dell'edificio è stata programmata in quattro fasi: 1996-1997 (finanziata da una donazione da parte della Turchia), e 2000-2004 (finanziata da una donazione da parte della Commissione Turca). La conclusione del terzo intervento è prevista entro settembre 2012, con dei costi stimati a circa €2.37 milioni e riporterà la sede all'antico splendore. A seguire, il quarto intervento durerà circa 20 mesi e costerà circa €7.23 milioni, fondi garantiti dalla Comunità Europea (IPA). In questa fase l'interno dell'edificio sarà completamente ricostruito, e l'edificio potrà tornare a svolgere la sua funzione. L'intero processo è concluso nella prima metà del 2014.

## Nuovi progetti
L'intento delle autorità è di utilizzare l'edificio per la sua funzione iniziale, e anche per il consiglio comunale, ed altri eventi di protocollo, così come per concerti e mostre.
Nel 2004 nello spazio esagonale dell'atrio, con il tetto di vetro e le colonne di pietra, nell'ambito del progetto Ars Aevi, a cura di Bruno Corà, l'artista Jannis Kounellis crea un'installazione originale chiudendo le dodici porte dell'atrio non ancora ricostruite con vari materiali (libri, pietre, piombo e stracci, lastre di acciaio, sacchi di juta).

## Musica
Cupe Vampe, il primo brano contenuto nell'album Linea Gotica del Consorzio Suonatori Indipendenti, è dedicato al rogo della Biblioteca Nazionale di Sarajevo.

## Galleria d'immagini

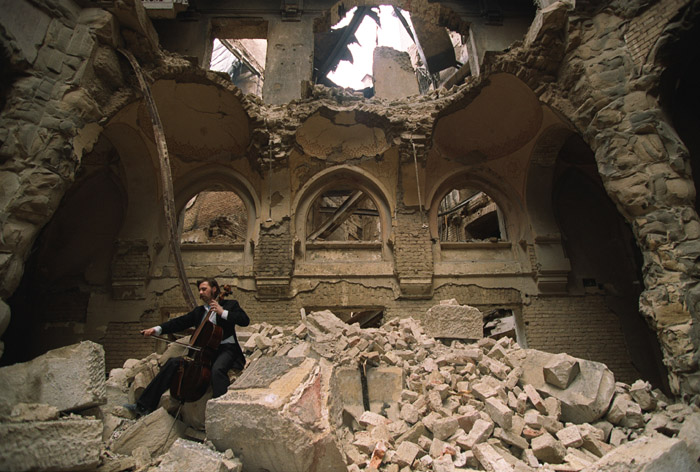
Il musicista Vedran Smailović suona sulle macerie della biblioteca, parzialmente distrutta nel 1992
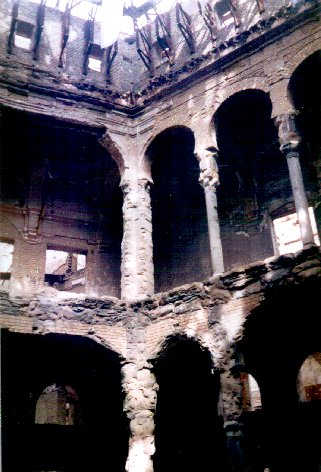
Le rovine della biblioteca nel 1996
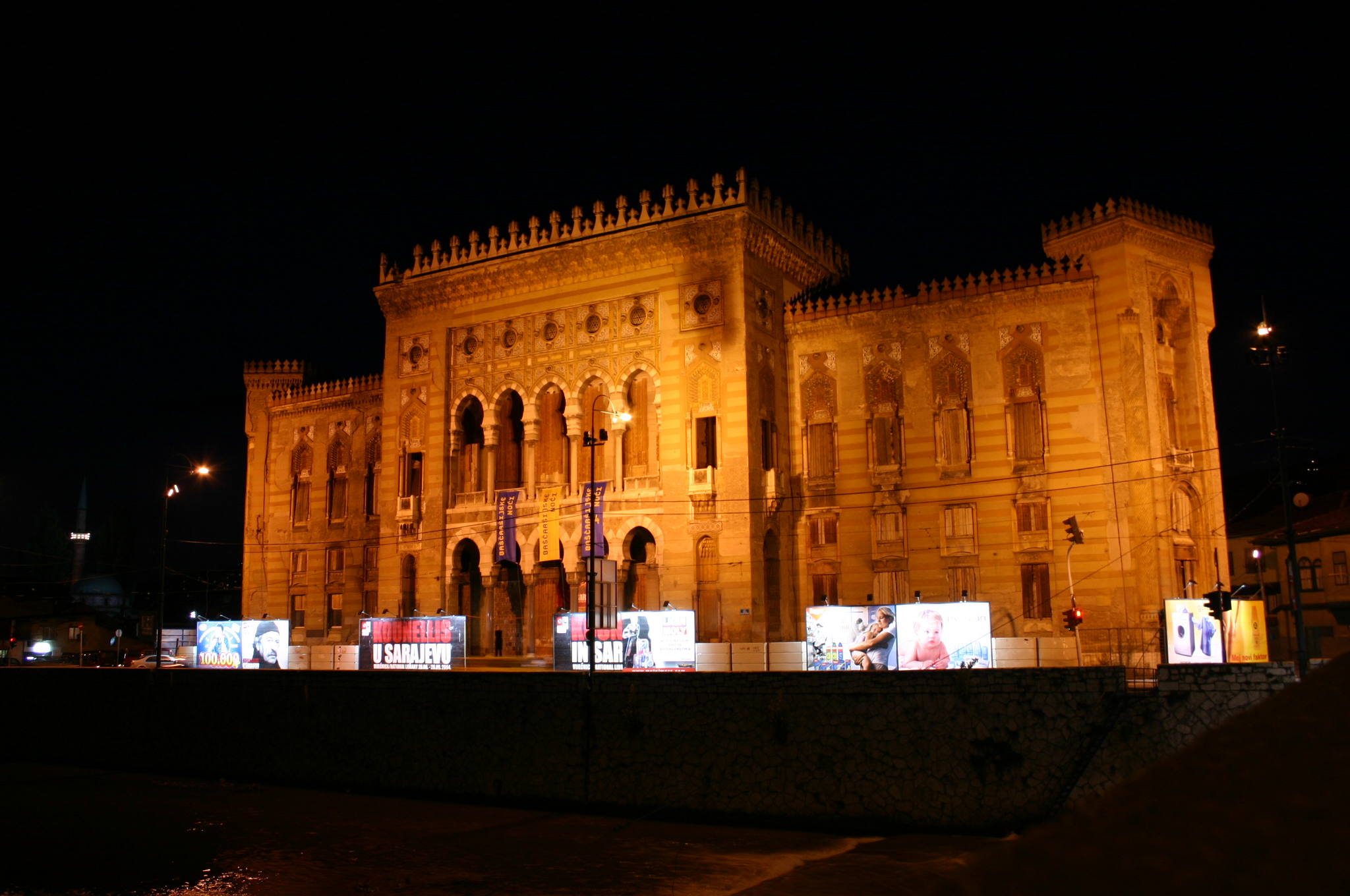
La biblioteca di notte, nel 2004